# Філантотоксини
Філантотоксини — токсини, синтезовані на основі компоненту отрути єгипетської одиночної оси Philanthus triangulum. За механізмом дії філантотоксини є безконкурентними антагоністами іонотропних рецепторів, таких як нікотиновий ацетилхоліновий рецептор або глутаматні (АМРА-, каїнатний, NMDA-рецептор).
Зокрема, філантотоксин-433 (власне, виділений з отрути оси) та синтезований штучно на його основі філантотоксин-343 здатні блокувати як ацетилхолінові, так і глутаматні рецептори. На відміну від них філантотоксин-74 є високоселективним антагоністом АМРА-рецептора: зв'язується з гомомерними GluR1, GluR3, та гетеромерними GluR1/2 рецепторами. Інший штучно синтезований токсин цього ряду, філантотоксин-56, також є високоселективним антагоністом Ca2+-проникних (тобто таких, що не містять субодиниці GluR2) АМРА-рецепторів.